# مارسلو ادنت
مارسلو ادنت (انگلیسی: Marcelo Adnet؛ زادهٔ ۵ سپتامبر ۱۹۸۱) یک هنرپیشه اهل برزیل است. این هنرپیشه در سال 1981 میلادی به دنیا آمد. وی بیشتر در قالب کمدی به ایفای نقش پرداخته است.